# Kögel Trailer
Kögel Trailer GmbH & Co.KG — немецкая компания, крупный европейский производитель полуприцепов и прицепов. Компания была основана в Герстхофене Францем Ксавером Кёгелем в 1934 году.

## История

### 1934—1940: Начало
В мае 1934 года Франц Ксавер Кёгель унаследовал от своего учителя Георга Шмида каретную мастерскую в городе Ной-Ульм. Франц Ксавер Кёгель изучал ремесло на маленьком предприятии и стал мастером своего дела именно там. Именно в 1934 начался бурный рост объема автомобильных грузоперевозок благодаря строительству автобанов, что позволило Ф. К. Кёгелю и его каретной мастерской вместе с расположенной по соседству с кузнечной мастерской по производству кузовов и прицепов Августа Вельте заложить основы успешного будущего. Кёгель поставлял платформу и бортовые стенки для производства ходовой части. Результатом этого сотрудничества стал рост обоих предприятий.

### 1950—1960: Развитие
В результате слияния обеих мастерских компания Kögel стала одним из первых предприятий, открывшихся в 1956 году в новом индустриальном районе в долине Дуная. Переход от кустарного к промышленному производству был осуществлен с запуском производства в новых цехах в долине Дуная. Начало промышленного производства прицепов и кузовов обеспечило постоянный рост предприятия. Наряду с этим выпускались и штучные модели, например, 9-местная кабина 70 кВт для колесного тягача Kaelble-Zugmaschine.

### 1961—1991: Приобретения
В 1968 году компании Kögel приобрела дополнительные производственные площади в Карлсдорфе вблизи Брухзаля (Kamag), а в 1973 году — в Бюкебурге вблизи Ганновера автомобильную компанию Faka-Kannenberg. После объединения Германии было приобретено предприятие Werdau i. S., а в 1993 году компания Kögel также вступила во владение заброшенным заводом по производству прицепов компании по производству транспортных средств Kässbohrer в Буртенбахе. Из совладельца компании по производству транспортных средств Orlican в Чехии в 1991 году Kögel позднее стала её единоличным владельцем, преобразовав её в предприятие-поставщик комплектующих, пока в Чехии не была создана компания Kögel a. s. в 1996 году. Kamag, дочернее предприятие Kögel (с 1969 года также Ульм), выпускает самоходные большегрузные транспортные средства с грузоподъемностью до 10 000 тонн, причем в число клиентов входит НАСА. Кроме того, два совместных предприятия были созданные в Китайской Народной Республике.

### 1991—2009: Kögel Fahrzeugwerke AG и Kögel Fahrzeugwerke GmbH
Kögel стала первой и единственной компанией-производителем прицепов и кузовов, которая в 1991 году преобразовалась в акционерное общество. В 2000 году было инвестировано 25 миллионов евро в производство в Буртенбахе. Предприятие в Буртенбахе благодаря обширным инвестициям становится самым современным производством по выпуску прицепов в Европе. Компания Kögel Fahrzeugwerke AG в Ульме в 2004 году подала ходатайство о проведении процедуры банкротства. Это коснулось 1186 сотрудников.
В 2004 году произошло поглощение компанией Trailer Holding GmbH, Мюнхен, и была создана компания «Kögel Fahrzeugwerke GmbH», а новым местом расположения компании стал Буртенбах. Компания Kögel является одним из крупнейших производителей автоприцепов, а её базовый продукт — седельный прицеп — является наиболее универсальным предложением на рынке грузовых автоперевозок.
В 2006 году компания выпустила около 12 000 прицепов, из которых более двух третей было поставлено в другие страны Европы. Примерно 1000 сотрудников в Германии и за границей обеспечили при этом оборот более чем в 275 млн евро.
В 2006 году Kögel вводит марки «Kögel MAXX», «Kögel foxx» и «Kögel Phoenixx». Марка «Kögel» становится «зонтичным» брендом.
Марка «Kögel MAXX» включает в себя предыдущий ассортимент продукции, продается через квалифицированную сеть сбыта, её покупателям предоставляется индивидуальное консультирование. Марка «Kögel foxx» становится первой маркой грузового автотранспорта, которая продается только через сеть Интернет.
Под маркой «Kögel Phoenixx» продаются инновационные продукты, например, первый седельный платформенный прицеп из армированного углеволокном пластика (CFK).
Модель «Kögel Big-MAXX» — с 2010 года она называется Kögel Euro Trailer — в 2005 году стала основой для обеспечения будущих потребностей в грузоперевозках. Модель Kögel Euro Trailer представляет собой удлиненный на 1,30 метра седельный прицеп, на который благодаря этому можно погрузить 3 дополнительных европоддона. С конца 2005 года на территории Германии различными автотранспортными предприятиями эксплуатируется 300 таких полуприцепов со специальными разрешениями. В заключении проф. Хеннинга Валлентовица из института ika, Аахен, практическая пригодность удлиненного прицепа оценивается очень высоко. Для окончательного допуска этих полуприцепов необходимо изменение допусков по длине грузовых автомобилей в Европе.
Вследствие неожиданного падения оборота в июле 2008 года компании Kögel пришлось свернуть производство и уволить 120 постоянных сотрудников и 81 сотрудника со срочными трудовыми договорами. После увольнений в компании Kögel осталось примерно 1360 сотрудников в Германии и за её пределами.

### С 2009 года: Kögel Trailer GmbH & Co. KG
Несмотря на то что в 2008 году Kögel была названа компанией с самым большим оборотом и лучшей маркой прицепов, как и во всем секторе производителей прицепов с началом финансового кризиса в сентябре 2008 года спрос на её продукцию сократился до 90 %. После того как до середины 2008 ежегодно выпускалось около 24 000 прицепов, в 2009 году в Kögel рассчитывали продать всего лишь 2 000 прицепов. 3 августа 2009 года компания Kögel Fahrzeugwerke GmbH в Буртенбахе вынуждена была подать заявку на проведение процедуры банкротства. 30 октября 2009 года была запущена процедура банкротства.
Компания Kögel была приобретена в конце 2009 года конкурирующей компанией Humbaur из Герстхофена, сохраняющая самостоятельность марки Kögel, которая реализуется вновь созданной компанией Kögel Trailer GmbH & Co.KG.
После интенсивных переговоров владелец находящегося возле Аугсбурга предприятия Ульрих Хумбаур в роли нового владельца Kögel сошелся с бывшими совладельцами на том, что недвижимое имущество будет полностью продано компании Humbaur. Благодаря этому гарантируется, что Буртенбах в длительной перспективе останется производственной базой для Kögel. То есть, оба производства — в Буртенбахе и Хоцене (Чехия) — переходят в единоличную собственность Ульриха Хумбаура.

### Kögel создается заново
На автосалоне IAA в сентябре 2010 года компания Kögel представила на самом большом среди всех производителей прицепов стенде новые модели для грузоперевозок и обслуживания строительных работ. Одной из них стала модель шасси для контейнеров «Port 40 multiplex» на салазковой раме. Также была представлена модель Euro Trailer Cool с удлиненным на 1,30 метра холодильным фургоном. Модели с открытой грузовой платформой Cargo второго поколения являются универсальными прицепами многоцелевого назначения. Кроме того, был показан центральноосевой прицеп большой вместимости «Kögel Mega», являющийся новинкой Kögel. В серии рефрижераторных моделей был представлен переработанный и увеличенный в ширину прицеп «Kögel Cool Rail» для смешанных железнодорожных перевозок. Для строительного сектора, где марка уже зарекомендовала себя в прошлом, Kögel предлагает теперь низкорамный прицеп-тяжеловоз с поворотной тележкой или в седельном исполнении. Более 1 000 заказов подтверждает то, что традиционная марка из южной Германии по-прежнему пользуется большим спросом.
Новый старт Kögel имеет четкую визуализацию. Логотип марки был переработан и значительно улучшен. Также были внесены новшества в оформление домашней страницы и слогана марки. С конца сентября 2010 года запущен полностью обновленный веб-сайт Kögel (www.koegel.com). Здесь приводится информация о предприятии, а также о новой системе наименования продукции и обо всех новинках производства компании Kögel со слоганом марки «просто еще больше».

## Источник
- Журнал Lastwagen + Omnibus ..100 Jahre LKW, стр. 127
- Auto-Reporter.Net от 28 января 2004 года